# ハインツ・キルフィット
ハインツ・キルフィット（Heinz Kilfitt ）はドイツのカメラ設計者、レンズ設計者。

## カメラ設計者としての作品

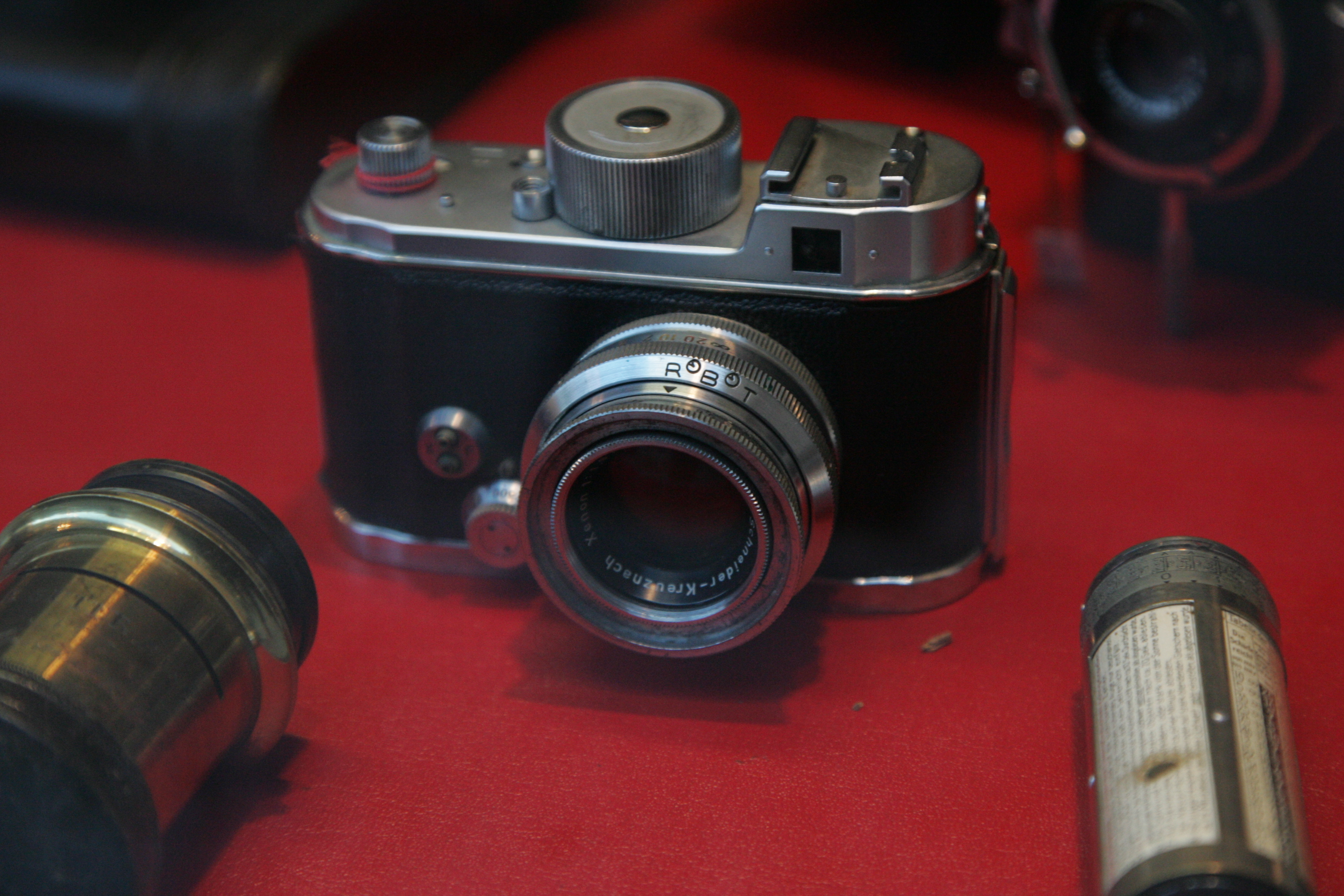
ロボットカメラ

### ロボット
1932年にハインツ・キルフィットは最初のカメラを設計し、その権利をオットー・ベルニングに売却した。オットー・ベルニングはそのカメラにスプリングドライブによる自動巻き上げ機能を付加し「ロボット」を製造した。

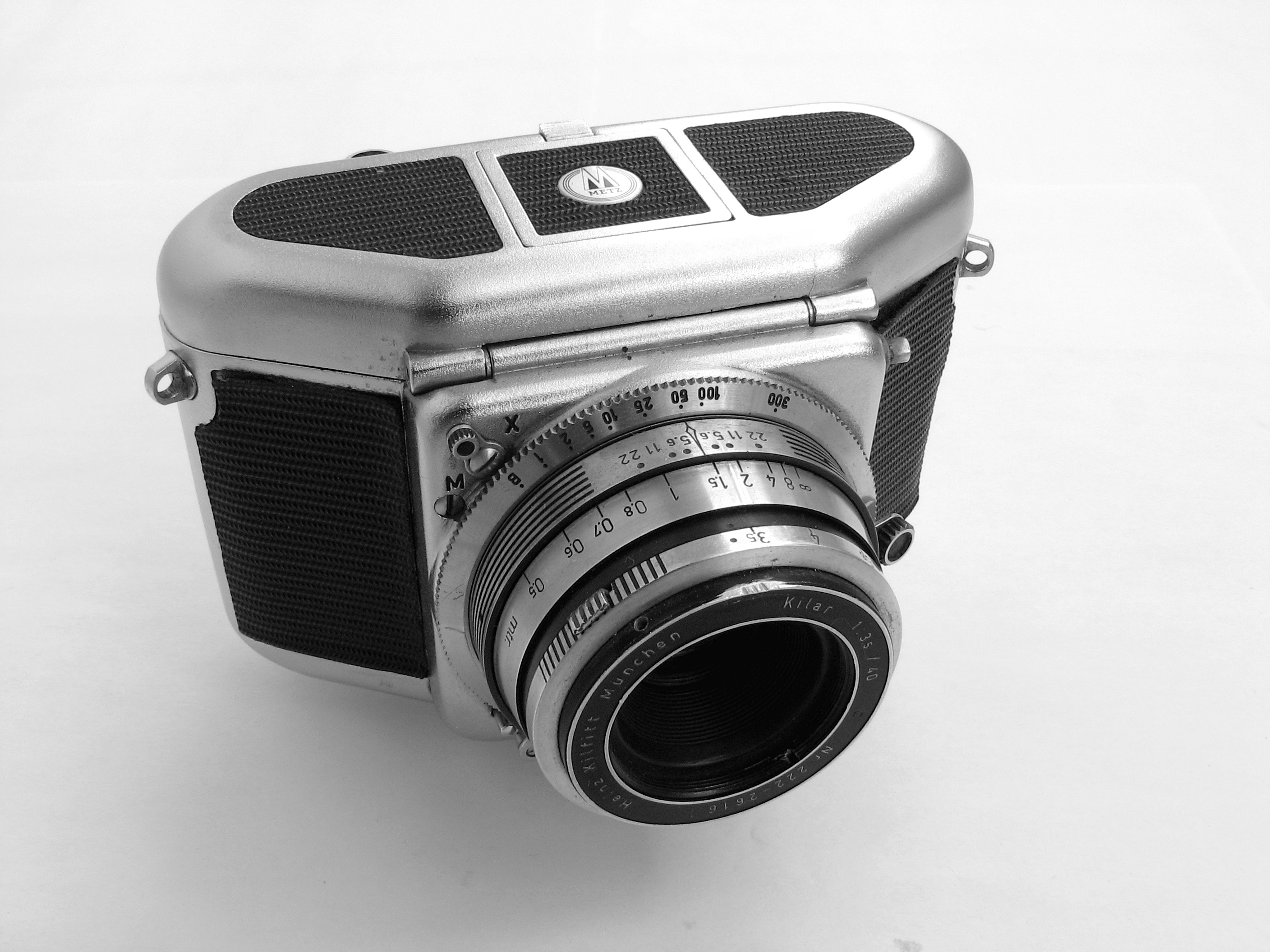
メカフレックス

### メカフレックス
135フィルムを使用し24×24mm（ロボット）判の超小型一眼レフカメラ。

### コーワシックス
1968年に発売された興和の6×6cm判一眼レフカメラ、コーワシックスIを設計した。